# Ron Miller (giocatore di football americano)
Ron Miller (Lyons, 19 agosto 1939 – 26 aprile 2012) è stato un giocatore di football americano statunitense che ha giocato nel ruolo di quarterback  nella National Football League (NFL). Al college giocò a football all'Università del Wisconsin-Madison.

## Carriera professionistica
Miller fu scelto nel corso del terzo giro (41º assoluto) del Draft NFL 1962 dai Los Angeles Rams e nel ventiduesimo giro del Draft AFL 1961 dagli Houston Oilers, optando per firmare con i primi. Con essi disputò un'unica stagione scendendo in campo in sei partite e passando 250 yard con un touchdown e un intercetto subito, giocando anche come titolare al posto dell'infortunato Roman Gabriel.

## Statistiche
| Yard lanciate     | 250  |
| Touchdown         | 1    |
| Intercetti subiti | 1    |
| Passer rating     | 57,3 |